# Divadlo Andreje Bagara
Divadlo Andreje Bagara (slovensky Divadlo Andreja Bagara) je slovenské divadlo v Nitře. V Nitře působí od roku 1949, podle Andreje Bagara se jmenuje od roku 1979. Od roku 1992 hraje v nové budově, která je považována za jednu z nejmodernějších divadelních budov na Slovensku.[zdroj⁠?!]

## Historie divadla
První nitranské divadlo bylo postaveno v roce 1883 s kapacitou 360 míst. Budova stála na ploše nynějšího divadla a sloužila nitranské veřejnosti až do jejího zničení leteckou bombou v druhé světové válce. Tím však nezanikla snaha o obnovení profesionální divadelní scény ve městě. Ta se vytvořila v budově Národního domu a současně tělocvičně TJ Sokol. Pro divadelní účely upravený prostor sloužil od prosince 1949 – plných 61 let. V současnosti[kdy?] v této budově působí Staré divadlo. V roce 1979 bylo Nitranské krajové divadlo pojmenováno podle Andreje Bagara – významného organizátora divadelního života na Slovensku, herce, režiséra a pedagoga.

### 50. léta: Haspra
V průběhu let 1954–1956 do Nitry přišli čerství absolventi VŠMU v čele s režisérem Pavlem Hasprou. Kromě něj do divadla přišel i dramaturg Ján Laca a herci Dušan Blaškovič, Vladislav Müller, Viera Strnisková, Andrej Rimko, Jozef Dóczy a další. K nim se přidali členové dosavadního divadla Magda Paveleková a Oľga Hudecová; po rozpuštění krajového divadla v Trnavě Božena Slabejová, Žofia Martišová, Milan Kiš a později mladí absolventi VŠMU Adela Gáborová, Hilda Augustovičová, Dušan Lenci a jiní.

### 60. léta
Po odchodu značné části souboru a zejména režiséra Pavla Haspra se dostalo nitranské divadlo do umělecké krize.[zdroj?] Tento nepříznivý stav prohloubila i fluktuace herců, kteří považovali Nitru pouze za přestupní stanici, v níž se zdrželi jednu či dvě sezóny a pak odešli do renomovanějších souborů nebo do Bratislavy pracovat pro Slovenskou televizi.
V tomto období se na divadla stupňoval i tlak ze strany státních institucí, aby peníze investované do divadel byly použity ziskově. V bezhlavé honbě za divákem však divadlo více ztratilo než získalo.[zdroj?]

### 70. léta: Spišák a Hynšt
V 70. letech do Nitry přišel režisér Karol Spišák, který své inklinování k lehčím žánrům doplnil i o hledání závažnějších témat. Ke konsolidaci souboru přispěla i koncepční práce hostujícího režiséra Miloše Hynšta, který do divadla přinesl postupy epického divadla Bertolta Brechta a Erwina Piscatora.
Divadlu pomohl i příliv mladých herců. Do této generace patřili Marián Slovák, Eva Matejková, Jozef Bednárik, Anton Živčic, Dušan Kaprálik, František Javorský, Eva Žilineková, Jana Strnisková, a později i Eva Pavlíková, Maroš Kramár, Ján Gallovič, Ivan Vojtek st., Ivan Vojtek ml., Stano Král, Pavol Višňovský, Marta Sládečková, Peter Kočiš a jiní.
Přínosem byl i příchod mladé dramaturgyně Dariny Kárové.

### 90. léta

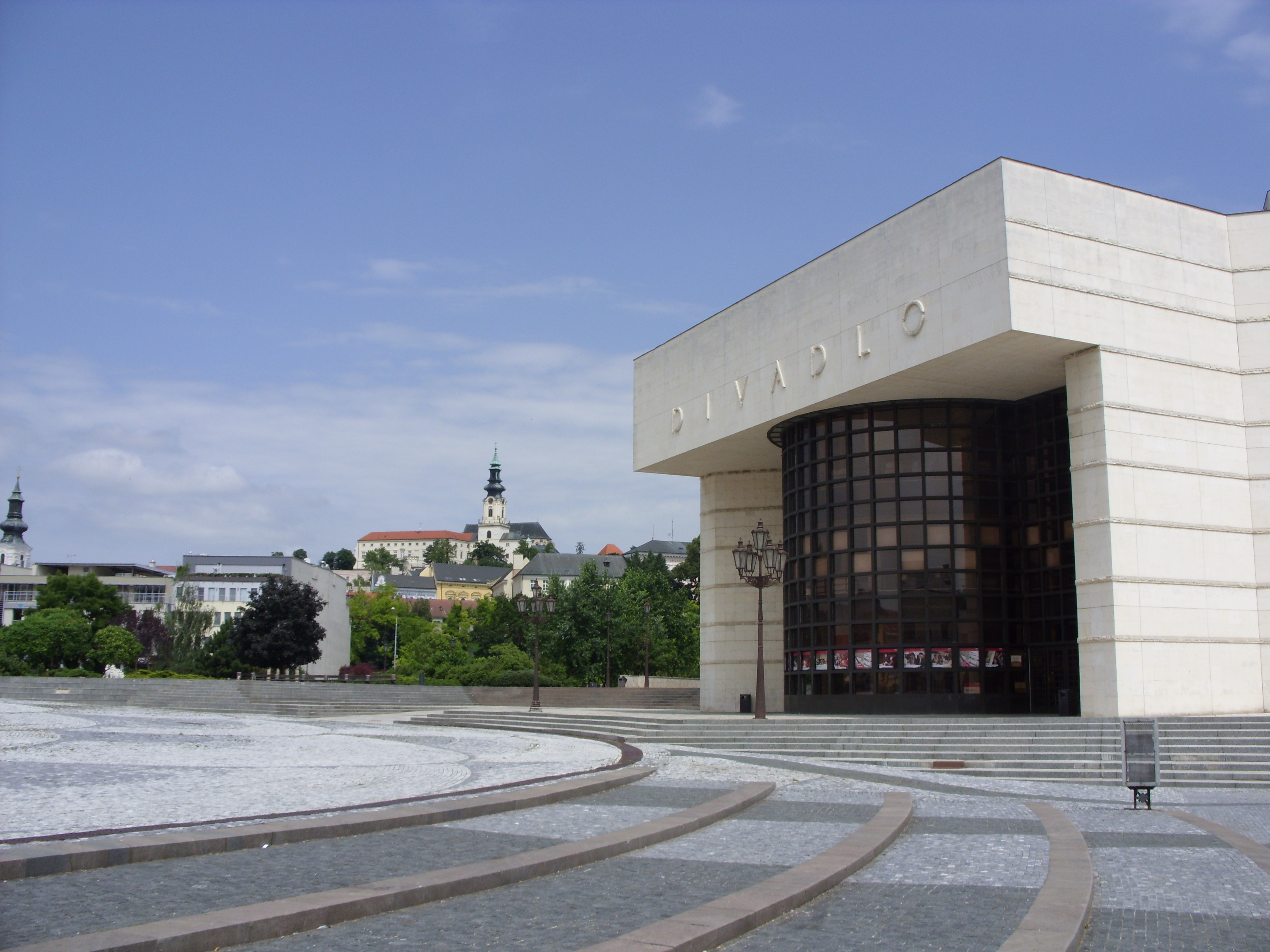
Nová budova divadla

Zlatou éru nitranského divadla začátkem 90. let vystřídala tvůrčí krize – v divadle nepůsobil interní režisér a dramaturg na plný úvazek, který by do divadla přinesl ucelený program a ideově směřoval divadlo.[zdroj?] Navíc v roce 1992 se divadlo přestěhovalo do nové, moderní, avšak na nitranské poměry příliš velké budovy s kapacitou hlediště 600 míst. První sezóny v nové budově byly rozpačité – divadlo nevědělo co hrát, aby naplnilo velký sál, a proto uvádělo ve svém repertoáru převážně lehčí žánry. Teprve později se podařilo najít dramaturgii tituly, které nepodlézaly hranici dobrého vkusu, ale přesto dokázaly zaplnit hlediště.
V roce 1995 do divadla přišel mladý dramaturg Svetozár Sprušanský, který se rozhodl využít nepřítomnost interního režiséra ve prospěch divadla. Pro nitranské divadlo byla charakteristická fluktuace a neustálý pohyb a dramaturgie divadla se z nich rozhodla udělat svou filozofii. Za deset let jeho působení v Divadle Andreje Bagara se mu podařilo vybudovat jedno z divácky nejúspěšnějších divadel na Slovensku.[zdroj?]
Divadlo uvádělo na svých dvou scénách tituly z fondu světové i domácí klasiky a také nové slovenské i zahraniční texty v slovenské nebo i celosvětové premiéře. Výjimečné postavení v repertoáru divadla měly hudebně-dramatické projekty. V 90. letech divadlo uvedlo sérii muzikálů v režii Jozefa Bednárika – Šumař na střeše, Řek Zorba, Adam Šangala a Kabaret a původní slovenský muzikál Bátoryčka v režii Martina Kákoše.
Do divadla přicházelo hostovat více výrazných slovenských i zahraničních režisérů, např. Jan Antonín Pitínský (Večer nad městem a Maryša), Vladimír Morávek (Macbeth), Valentin Kozmenko-Delinde (…hrajeme duráka!), Gintaras Varnas (Hra snov), Robert Alföldi (Hamlet) a jiní.
Soubor stabilních hereckých osobností střední a starší generace doplnili mladí herci: Daniela Kuffelová, Lenka Barilíková, Marcel Ochránek, Marián Labuda ml., Marek Majeský, Erik Peťovský, Lucia Lapišáková, Miloslava Zelmanová a Klaudia Kolembusová.

### Po roce 2000
V roce 2002 přišli do souboru divadla Martin Fratrič, Milan Ondrík, Kristína Turjanová, Klaudia Kolembusová a Juraj Hrčka. V roce 2003: Zuzana Moravcová, Peter Kadlečík, Zuzana Kanócz a Martin Nahálka. V roce 2004: Renáta Ryníková, Ludmila Trenklerová. V roce 2005: Kristína Greppelová. V roce 2006: Peter Oszlík a Juraj Loj.

## Ocenění
Projekty Divadla Andreje Bagara se nesetkaly pouze s diváckou oblibou, ale byly oceněny (případně nominovány na ocenění) i divadelní kritikou při každoročním předávání divadelních ocenění sezóny (Divadelní cena sezóny – DOSKY). Zde je přehled vítězných i nominovaných umělců:

### Vítěz
- 1998
  - Cena za nejlepší scénografii: Alexandra Grusková za kostýmy k inscenaci hry A. N. Ostrovského ... hrajeme duráka!
  - Cena za nejlepší scénickou hudbu: Peter Zagar za hudbu k inscenaci her A. P. Čechova Námluvy / Medvěd.

- 1999
  - Cena za nejlepší inscenaci: W. Shakespeare, Macbeth v režii Vladimíra Morávka.
  - Cena za nejlepší režii: Vladimír Morávek za režii inscenace hry W. Shakespearea Macbeth.
  - Cena za nejlepší ženský herecký výkon: Adela Gáborová za roli Lady Macbeth v inscenaci hry W. Shakespearea Macbeth.
  - Cena za nejlepší mužský herecký výkon: Marián Slovák za roli Tovjeho v inscenaci muzikálu Josepha Steina, Jerry Bocka a Sheldona Harnicka Šumař na střeše.
  - Cena za nejlepší scénografii: Alexandra Grusková za scénu a kostýmy k inscenaci hry W. Shakespearea Macbeth.

- 2000
  - Cena za nejlepší scénickou hudbu: Marek Brezovský (in memoriam) za hudbu k inscenaci hry A. P. Čechova Racek.

- 2001
  - Cena za nejlepší scénografii: Aleš Votava (in memoriam) za scénu k inscenaci hry A. Strindberga Hra snů.
  - Cena za nejlepší scénickou hudbu: Giedrius Puskunigis za hudbu k inscenaci hry A. Strindberga Hra snů.

- 2003
  - Cena za nejlepší inscenaci: A. P. Čechov, Tři sestry v režii Svetozára Sprušanského.
  - Cena za nejlepší režii: Svetozár Sprušanský za režii inscenace hry A. P. Čechova Tři sestry.
  - Cena za nejlepší kostým: Andrea Bartha za kostýmy k inscenaci hry A. P. Čechova Tři sestry.

### Nominace
- 1996
  - Cena za nejlepší mužský herecký výkon: Michal Dočolomanský za roli Lipse v inscenaci hry J. N. Nestroye Provaz s jedním koncem.
  - Cena za nejlepší scénografii: Alexandra Grusková za scénu a kostýmy k inscenaci hry J. N. Nestroye Provaz s jedním koncem.
  - Objev sezóny: inscenace hry J. N. Nestroye Provaz s jedním koncem v režii Soni Ferancové.

- 1997
  - Cena za nejlepší scénografii: Alexandra Grusková za scénu a kostýmy k inscenaci hry V. Hurbana-Vladimírova Závěje.
  - Cena za nejlepší scénickou hudbu: Ľubomír Burgr za hudbu k inscenaci hry L. Kerata Večeře nad městem.

- 1998
  - Cena za nejlepší inscenaci: A. N. Ostrovskij, ... hrajeme duráka! v režii Vladimíra Kozmenka-Delinde.
  - Cena za nejlepší režii: Vladimír Kozmenko-Delinde za režii inscenace hry A. N. Ostrovského  ... hrajeme duráka!
  - Cena za nejlepší ženský herecký výkon: Eva Pavlíková za roli Murzevačky v inscenaci hry A. N. Ostrovského ... hrajeme duráka!
  - Cena za nejlepší scénografii: Vladimír Kozmenko-Delindou za scénu k inscenaci hry A. N. Ostrovského: ... hrajeme duráka!

- 1999
  - Cena za nejlepší inscenaci: Joseph Stein, Jerry Bock a Sheldon Harnick, Šumař na střeše v režii Jozefa Bednárika.
  - Cena za nejlepší režii: Jozef Bednárik za režii inscenace muzikálu Josepha Steina, Jerry Bocka a Sheldona Harnicka Šumař na střeše.
  - Cena za nejlepší scénickou hudbu: Peter Zagar za hudbu k inscenaci hry Lenky Lagronové Terezka.
  - Cena za nejlepší scénickou hudbu: Daniel Fikejz za hudbu k inscenaci hry W. Shakespearea Macbeth.

- 2000
  - Cena za nejlepší inscenaci: A. P. Čechov, Racek v režii Svetozára Sprušanského.
  - Cena za nejlepší režii: Svetozár Sprušanský za režii inscenace hry A. P. Čechova Racek.
  - Cena za nejlepší ženský herecký výkon: Lenka Barilíková za roli Máši v inscenaci hry A. P. Čechova Racek.
  - Cena za nejlepší scénografii: Alexandra Grusková za scénu a kostýmy k inscenaci hry A. P. Čechova Racek.
  - Cena za nejlepší scénografii: František Perger za scénu k inscenaci muzikálu Jany Kákošové a Jindřicha Leška Bátoryčka.
  - Cena za nejlepší scénickou hudbu: Henrich Leško za hudbu k inscenaci muzikálu Jany Kákošové a Jindřicha Leška Bátoryčka.

- 2001
  - Cena za nejlepší inscenaci: A. Strindberg, Hra snů v režii Gintarase Varnase.

- 2002
  - Cena za nejlepší ženský herecký výkon: Božidara Turzonovová za roli Madame Hortenzie v inscenaci muzikálu Josepha Steina a Johna Kandera Řek Zorba.
  - Cena za nejlepší mužský herecký výkon: Marcel Ochránek za roli výběrčího v inscenaci hry M. Uhdeho Výběrčí.

- 2003
  - Cena za nejlepší režii: Jan Antonín Pitínský za režii inscenace hry A. a V. Mrštíků Maryša.
  - Cena za nejlepší ženský herecký výkon: Daniela Kuffelová za roli Máši ve hře A. P. Čechova Tři sestry.
  - Cena za nejlepší scénografii: Andrea Bartha za scénu k inscenaci hry A. P. Čechova Tři sestry.
  - Cena za nejlepší scénografii: Juraj Fabry za scénu k inscenaci hry A. a V. Mrštíků Maryša.
  - Cena za nejlepší kostým: Alexandra Grusková za kostýmy k inscenaci hry A. a V. Mrštíků Maryša.

- 2005
  - Cena za nejlepší scénografii: Eva Rácová za scénu k inscenaci hry I. Bauersima: norway.today.
  - Cena za nejlepší kostým: Ľudmila Várossová za kostýmy k inscenaci muzikálu Johna Masteroffa, Johna Kandera a Freda Ebba: Kabaret.
  - Cena za nejlepší scénickou hudbu: Peter Zagar za hudbu k inscenaci taneční fantazie I. Stravinského a P. Zagara: Svěcení jara.

## Vedení divadla
- Ředitel divadla: Jaroslav Dóczy
- Šéf uměleckého souboru: Juraj Ďuriš